# Месомелачка
Месомелачка е механично или електро-механично приспособление за смилане на месо, зеленчуци и др., изработено през XIX век от германския барон Карл Драйс.

## Устройство
Класическата механична месомелачка обикновено е изработена от алуминиеви или стоманени сплави. В последните години с цел олекотяване на машината се използват множество пластмаси при изработката на месомелачки.
Устройството на месомелачката се състои от корпус с приспособление за закрепване, винт (шнек), манивела, нож, гайка за закрепване на нож и решетка.
Решетката може да бъде с различен диаметър на отворите, за по-едро или фино смилане. Могат да се добавят различни аксесоари.